# Feliks Breański
Feliks Klemens Breański (Szahin-Pasza, tur. Şahin Paşa) herbu Łabędź (ur. 29 listopada 1794 w Brączewie, zm. 15 stycznia 1884 w Auteuil) – polski generał w powstaniu styczniowym, pułkownik armii królestwa Sardynii, generał służby tureckiej.

## Życiorys
Feliks Breański był synem Teodora Breańskiego h. Łabędź i Brygidy z Falęckich (h. Leszczyc). Jego bratem był ksiądz Walerian Tyburcjusz. Po ukończeniu gimnazjum w Poznaniu pracował w Dyrekcji Skarbu Księstwa Warszawskiego. W 1811 wstąpił do wojska i odbył kampanię roku 1812 w Rosji. Tam, pod Smoleńskiem dostał się do rosyjskiej niewoli. W 1815 wstąpił do armii Królestwa Kongresowego, gdzie początkowo służył w 1 pułku strzelców pieszych, następnie w pułku grenadierów gwardii, awansując od podporucznika do kapitana. Następnie był adiutantem gen. Józefa Chłopickiego, dowódcy 1 Dywizji Piechoty, a w 1827 został szefem sztabu tej dywizji, dowodzonej wtedy przez gen. Jana Krukowieckiego.
Brał udział we wszystkich działaniach bojowych tej dywizji w czasie wojny polsko-rosyjskiej 1830-1831. Odznaczył się w II bitwie pod Wawrem za co awansowany został na podpułkownika. W czasie bitwy pod Tykocinem kierował zdobyciem mostów na Narwi i grobli tykocińskiej. Odznaczony za to Krzyżem Kawalerskim Orderem Virtuti Militari. Został szefem sztabu przy nowym wodzu naczelnym i prezesie Rządu Narodowego gen. Janie Krukowieckim, a także był dowódcą pułku grenadierów gwardii (22 września - 4 października 1831). W bitwie pod Ostrołęką został ciężko ranny.
Jako dowódca 4 Dywizji Piechoty przekroczył pruską granicę pod Świedziebną. Internowany w Malborku, został administratorem wszystkich internowanych oddziałów polskiej piechoty. W 1832 udał się do Francji.
Na emigracji związał się z obozem Hotelu Lambert. Członek władz Związku Jedności Narodowej, gorąco zabiegał o pozyskanie Wielkiej Brytanii dla sprawy polskiej.
W 1833 organizował wraz z gen. Józefem Bemem polski legion w Portugalii. Rozpoczął tworzenie pułku piechoty, stacjonującego w La Rochelle, lecz wobec fiaska przygotowań Bema plan ten nie został zrealizowany. Bezskutecznie zabiegał u rządu francuskiego o utworzenie polskiego legionu w Algierii. W 1845 został prezesem Towarzystwa Monarchicznego Trzeciego Maja, organizacji monarchistycznej propagującej wyniesienie dynastii Czartoryskich.
W czasie Wiosny Ludów wyjechał wraz z Adamem Jerzym Czartoryskim do Berlina. Udał się do Rzymu z misją tworzenia oddziałów polskich we Włoszech, pozostających na żołdzie papieża. Dowodził legionem lombardzko-piemonckim, pozostawał w opozycji do Adama Mickiewicza. Wziął udział w I wojnie sardyńsko-austriackiej, walczył w bitwie pod Custozzą w 1848. Po przegranej bitwie pod Novarą w 1849 legion został rozwiązany, a dzięki protekcji Władysława Zamoyskiego Breański wstąpił na żołd armii sardyńskiej, gdzie dowodził 11 pułkiem piechoty i był oficerem Sztabu Głównego. W 1851 wystąpił z armii sardyńskiej na żądanie Rosjan i osiadł w Nicei.

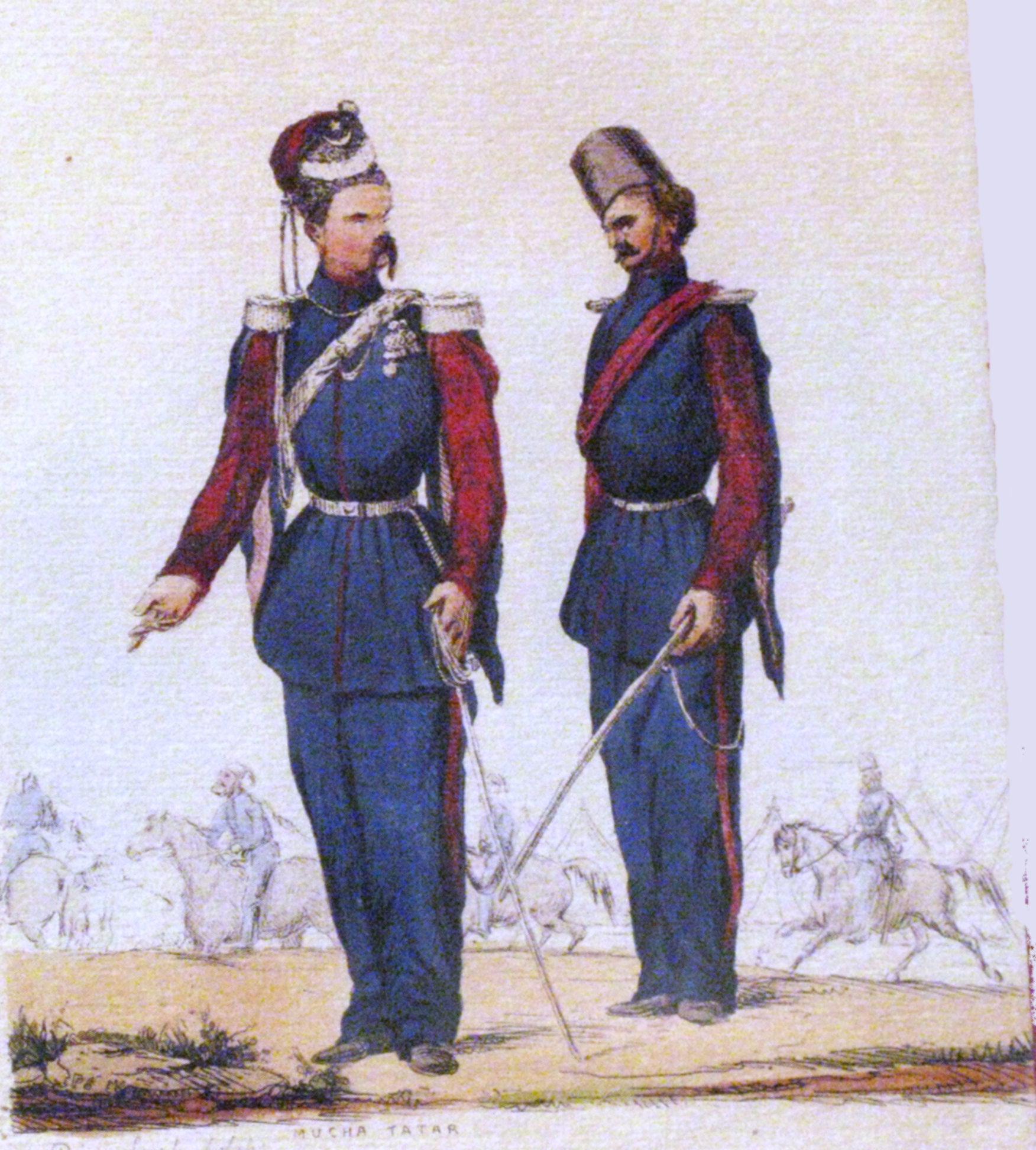
Żołnierze 1 Pułku Kozaków Sułtańskich

W 1853 został generałem brygady w armii tureckiej. W czasie wojny krymskiej, wraz z Ludwikiem Bystrzonowskim zajął się reorganizacją armii kaukaskiej Ahmed Kurd Paszy, stacjonującej w Karsie i został jej sztabowcem. Tam jako Szahin-Pasza opracował plan działań zaczepnych przeciwko Rosji, który stał się podstawą operacji armii tureckiej i brał udział w walkach do roku 1854. W 1855 wystąpił z wojska na żądanie rządu piemonckiego, jednakże rok później, w październiku 1856 zorganizował brygadę piechoty w Dywizji Kozaków Sułtańskich Władysława Zamoyskiego, formowanej przy wsparciu finansowym Wielkiej Brytanii. 31 lipca 1856 nastąpiło rozwiązanie dywizji.
Później wysyłany w misjach dyplomatyczno-wojskowych m.in. w 1860 do Cavour we Włoszech, w 1862 do Konstantynopola. W czasie powstania styczniowego kierował powołanym w maju 1863 powstańczym Biurem Wojskowym w Paryżu i podległymi mu filiami w Strasburgu i Dreźnie. Biuro zajmowało się mianowaniem agentów do spraw wojskowych, werbunkiem ludzi wśród emigrantów i kierowaniem ich na teren walki. Sprawowało także opiekę nad urlopowanymi powstańcami i prowadziło ewidencję wszystkich polskich wojskowych przebywających poza krajem. Podlegało ono Wydziałowi Wojny Rządu Narodowego jako jego III Sekcja. Działalność Biura zakończyła się 3 kwietnia 1864. Po upadku powstania mieszkał początkowo w Paryżu, potem w Auteuil, gdzie zmarł.
Odznaczony francuskim Medalem św. Heleny.
Zmarli powstańcy 1863 roku zostali odznaczeni przez prezydenta RP Ignacego Mościckiego 21 stycznia 1933 roku Krzyżem Niepodległości z Mieczami.

## Literatura dodatkowa
- Józef Frejlich: Breański Feliks. W: Polski Słownik Biograficzny. T. 2: Beyzym Jan – Brownsford Marja. Kraków: Polska Akademia Umiejętności – Skład Główny w Księgarniach Gebethnera i Wolffa, 1936, s. 422–423. Reprint: Zakład Narodowy im. Ossolińskich, Kraków 1989, ISBN 83-04-03291-0